# Slovensko katoliško prosvetno društvo Frančišek Borgia Sedej
Slovensko katoliško prosvetno društvo Frančišek Borgia Sedej je slovensko kulturno društvo iz Števerjana nad Gorico, ki je nastalo leta 1954. Takrat se je imenovalo Katoliško prosveto društvo, leta 1969 so ga poimenovali po goriškem nadškofu v Slovensko katoliško prosvetno društvo Frančišek Borgia Sedej, krajše SKPD F. B. Sedej.
V Števerjanu so že od druge polovice 19. stoletja Slovenci čutili potrebo po kulturnem udejstvovanju in so leta 1883 slovenski duhovniki in učitelji ustanovili Katoliško bralno društvo, ki je imelo mnogo članov tudi s strani lokalnih kmetov in posestnikov. Društvo je imelo zelo razgibano dejavnost, mnogo težav pa jim je ustvarjala italijanska politična fašistična oblast med svetovnima vojnama. Slovenci so tako obudili svoje prosvetno delovanje po drugi svetovni vojni.
Slovensko katoliško prosvetno društvo Frančišek Borgia Sedej ima danes izredno razvejano dejavnost:
- od leta 1969 redno izdaja glasilo Števerjanski vestnik;[2]
- od leta 1971 redno prireja Festival narodnozabavne glasbe Števerjan, ki je drugi najstarejši festival narodnozabavne glasbe na Slovenskem;[3]
- redno deluje dramska skupina, ki je naštela ogromno nastopov in se uspešno udeležuje tudi gledaliških festivalov;
- ima tudi otroško in mladinsko gledališko skupino, ki redno nastopata;
- v okviru društva aktivno delujeta mešani pevski zbor[4] in otroški pevski zbor;[5][6]
- zelo raznolika je dejavnost članov Mladinskega krožka društva;[7][8]
- redno prirejajo Koledovanje po vasi za praznik Gospodovega razglašenja - svetih Treh kraljev;[9]
- vsako leto sodeluje pri promociji lokalnih vin pod imenom Likof,[10][11][12]
- že več let prireja abonma ljubiteljskih in profesionalnih gledaliških skupin »Gledališče na ocvrtem«, ki je tudi priložnost za družabnost.[13]

Dramska skupina SKPD F. B. Sedej ima dolgo zgodovino, a je v drugem tisočletju dosegla najžlahtnejše rezultate, saj je postavila na oder mnogo odmevnih predstav. Leta 2013 je na primer s komedijo »Umor v vili Roung« števerjanski dramski ansambel prejel prestižnega matička na 52. Linhartovem festivalu v Postojni. Za isto komedijo so bili nagrajeni tudi na vseslovenskem festivalu ljubiteljskih gledališč Čufarjevi dnevi na Jesenicah in na mednarodnem tekmovanju »Repassage fest« v Srbiji (igra je bila proglašena za najboljšo predstavo, režiser Franko Žerjal pa je prejel nagrado za najboljšo režijo). Tudi predstava "Pica za dva" iz leta 2024 je prejela več priznanj. To sta le primera, saj je marsikatera predstava Števerjanskih gledališčnikov prejela priznanja in nagrade, uspešno so nastopali tudi na Zamejskem festivalu amaterskih dramskih skupin v Mavhinjah.
Leta 2015 je tedanji predsednik Republike Slovenije Borut Pahor obiskal Števerjan in tudi SKPD F. B. Sedej, naslednje leto so vrnili uslugo v predsedniški palači v Ljubljani.